# Ringaren i Notre Dame (film, 1996)
För andra betydelser, se Ringaren i Notre Dame (olika betydelser).
Ringaren i Notre Dame (engelska: The Hunchback of Notre Dame) är en amerikansk tecknad långfilm från 1996. Filmen är löst baserad på Victor Hugos roman med samma namn och hade biopremiär i USA den 21 juni 1996.
Filmen blev nominerad till en Oscar och en Golden Globe i kategorin bästa filmmusik 1997.

## Handling
Clopin Trouillefou, en rom, berättar för en grupp barn om historien om Notre Dame, dess klockor och ringaren i kyrkan. Berättelsen börjar en natt då några romer är på väg till kyrkan för att begära fristad, bland dem en mor och hennes nyfödde son. De blir dock upptäckta av domare Claude Frollo, en hänsynslös man som ser romer som avskum bland människor. Han tror att byltet kvinnan håller i är stöldgods och vill ta det ifrån henne, vilket gör att hon flyr från platsen. Frollo jagar henne och på trappan till Notre Dame sparkar han till henne. Hon ramlar, slår huvudet i trappan och dör direkt. Frollo hör att byltet han nu håller i låter, och upptäcker att det är ett spädbarn; ett deformerat spädbarn. Frollo tänker dränka barnet i en brunn, men blir stoppad av kyrkans gode ärkediakon. Ärkediakonen påpekar för Frollo att han spillt oskyldigt blod vid en helig plats och säger åt honom uppfostra barnet som om det vore hans eget. Frollo (som till en början försöker slingra sig undan situationen) känner hur kyrkans statyer av Guds helgon anklagar honom och går med på kravet, om barnet bor i kyrkans klocktorn, där ingen kan se honom. Han döper barnet till Quasimodo, vilket betyder "ofärdig".
Quasimodo bor i klocktornet i tjugo år utan att någonsin gå ut. Han har tre vänner; Victor, Hugo och Laverne, alla vattenkastare som bara lever när Quasimodo är ensam.
Vaktkapten Phoebus de Châteaupers är tillbaka i Paris och träffar den vackra, romska flickan Esmeralda. Han hjälper henne att fly när hon blir anklagad för stöld av några vakter. Senare, under festivalen, blir Quasimodo utsedd till Alla tokars kung då han smugit ut från kyrkan. Några vakter börjar kasta tomater på honom och han blir misshandlad och förödmjukad av folkmassan (Phoebus tycker det verkar hemskt och ber att få stoppa misshandeln, men Frollo säger att Quasimodo behöver lära sig en läxa) tills Esmeralda kliver upp och försvarar honom.
Frollo beordrar vakterna att gripa Esmeralda, men hon lyckas fly. Quasimodo flyr tillbaka till sitt klocktorn och Esmeralda går också in i kyrkan. Phoebus har dock följt efter henne och är nära på att bli skadad av Esmeralda. Han går dock ut från kyrkan efter att ha påpekat att Notre Dame är en fristad och att han inte kan arrestera henne därinne. Frollo har också gömt sig i kyrkan och när Phoebus har gått smyger han upp bakom Esmeralda och håller fast henne och säger att han kan vänta, att hon någon gång måste komma ut.
Esmeralda ser Quasimodo och följer efter honom till klocktornet. Hon blir överväldigad av hans skulpturer av staden och dess invånare, och erbjuder sig att spå honom i handen. Hon får reda på att Frollo sagt till Quasimodo att han är ett monster och därför aldrig får lämna tornet, men hon säger att hon inte kan se några monsterlinjer i Quasimodos händer. Quasimodo, som börjar bli förälskad i Esmeralda, hjälper henne att fly, och som tack får han ett halsband och orden När du håller detta band, finns hela staden i din hand.
När Frollo får reda på att den romska flickan har undkommit honom blir han rasande och svär att hitta henne, även om det innebär att han måste bränna ner hela Paris. Han beordrar Phoebus att bränna ner en mjölnares hus, men Phoebus trotsar honom och räddar mjölnaren och hans familj. Han flyr därifrån men blir träffad av en pil. Han blir räddad av Esmeralda som sett vad som hänt och hon tar honom till klocktornet där han kan vara säker. Quasimodo lovar att hålla Phoebus gömd, men är förkrossad över Esmeraldas och Phoebus känslor för varandra.
Frollo besöker Quasimodo, som nätt och jämnt hinner gömma undan Phoebus, och Frollo berättar att han tänker leta reda på romernas gömställe, Mirakelgården, för att utrota dem en gång för alla. Quasimodo och Phoebus bestämmer sig för att varna romerna, och det visar sig att det halsband Quasimodo fått av Esmeralda är en karta över staden. Med hjälp av bandet hittar de Mirakelgården, men blir misstagna för Frollos spioner. Det är nära att de blir avrättade genom hängning, men Esmeralda stoppar det i sista stund. Då dyker Frollo och hans vakter upp, vilka har följt efter Quasimodo och Phoebus för att hitta Mirakelgården. Romerna, Phoebus och Quasimodo blir tillfångatagna.
Frollo, som är attraherad av Esmeralda, erbjuder henne en väg ut ur fångenskap genom att hon gifter sig med honom, men då hon vägrar förbereder han sig för att bränna henne på bål grundat på anklagelser om häxeri. Quasimodo är fastkedjad i tornet, men då han inser vad som är på väg att hända bryter han sig loss och räddar Esmeralda. Phoebus lyckas få tag på nyckeln till sin bur under den uppståndelse som sker, och tillsammans med romerna och folket i Paris börjar de slå tillbaka mot Frollos vakter. Quasimodo lägger ner Esmeralda på en säng, men då hon inte rör på sig tror han att hon har dött. Under tiden har Frollo kommit upp i kyrktornet och går mot Quasimodo med en dolk, beredd på att döda honom. Quasimodo ser dock vad Frollo tänker göra och lyckas beslagta kniven, och har nu samlat tillräckligt med mod för att berätta för Frollo att det enda som är mörkt och elakt i världen är människor som Frollo. Esmeralda vaknar till liv och hon och Quasimodo flyr undan Frollos vrede. (Under kampen får Quasimodo veta sanningen om sin mor, att hon dog för att rädda honom och blir chockad. Han blir ännu mer förvånad när han förstår att domaren hade tänkt döda honom för tjugo år sen.) Precis när Frollo är på väg att döda dem båda rasar stenen han står på. Han lyckas greppa tag i en vattenkastare, men då lyser dess ögon och mun gult (som ett tecken på att Helvetet väntar på honom), vattenkastaren lossnar och med ett skrik av fasa faller Frollo mot sin död i smält bly nedanför. Quasimodo faller också, men Phoebus, som lyckats ta sig in i kyrkan, fångar honom.
Quasimodo, som ger både Phoebus och Esmeralda en björnkram, visar sitt samtycke till Esmeraldas och Phoebus kärlek genom att föra ihop deras händer, och de går ut från kyrkan. Väl ute går en liten flicka mot Quasimodo, och när hon närmat sig honom kramar hon om honom. Quasimodo är äntligen accepterad för den han är.

## Rollista
| Figur                  | Originalröst       | Svensk originalröst |
| ---------------------- | ------------------ | ------------------- |
| Quasimodo              | Tom Hulce          | Joakim Jennefors    |
| Esmeralda              | Demi Moore         | Sharon Dyall        |
| Esmeralda (sångröst)   | Heidi Mollenhauer  | Sharon Dyall        |
| Claude Frollo          | Tony Jay           | Stefan Ljungqvist   |
| Phoebus de Châteaupers | Kevin Kline        | Roger Storm         |
| Clopin Trouillefou     | Paul Kandel        | Mikael Grahn        |
| Hugo                   | Jason Alexander    | Lars Kronér         |
| Victor                 | Charles Kimbrough  | Peter Flack         |
| Laverne                | Mary Wickes        | Siw Malmkvist       |
| Ärkediakon             | David Ogden Stiers | Håkan Hagegård      |
| Brutal vakt            | Corey Burton       | Peter Wanngren      |
| Enfaldig vakt          | Bill Fagerbakke    | Johan Hedenberg     |
| Quasimodos mamma       | Mary Kay Bergman   | Monica Forsberg     |
| Quasimodos pappa       | Patrick Pinney     | Anders Öjebo        |
| Fången                 | Gary Trousdale     | Johan Hedenberg     |
| Mjölnaren              |                    | Gunnar Uddén        |

## Sånger
| Originaltitel                     | Svensk titel                     |
| --------------------------------- | -------------------------------- |
| The Bells of Notre Dame           | En sång från Notre Dame          |
| Out There                         | I solsken                        |
| Topsy Turvy                       | Stort spektakel                  |
| God Help the Outcasts             | Esmeraldas bön                   |
| Heaven's Light                    | Ett himmelskt sken               |
| Hellfire                          | Som eldar                        |
| A Guy Like You                    | En sån som du                    |
| The Court of Miracles             | Mirakelgården                    |
| The Bells of Notre Dame (Reprise) | En sång från Notre Dame (repris) |
| Someday                           | En dag                           |

Someday spelas under eftertexterna, ingen svensk översättning spelades in. I boken "Disney Sångboken" (2003) finns dock en svensk text med titeln "En dag".

## Svenska premiärer
- 15 november 1996 - Svensk biopremiär
- 20 augusti 1997 - Köpvideopremiär
- 13 februari 2002 - Nypremiär på video, samt premiär på DVD
- 9 oktober 2013 - Premiär på Blu-ray